# Theta Canis Majoris
Theta Canis Majoris (θ CMa / θ Canis Majoris) è una stella gigante arancione di magnitudine 4,09 situata nella costellazione del Cane Maggiore. Dista 252 anni luce dal sistema solare.

## Osservazione
Si tratta di una stella situata nell'emisfero celeste australe; grazie alla sua posizione non fortemente australe, può essere osservata dalla gran parte delle regioni della Terra, sebbene gli osservatori dell'emisfero sud siano più avvantaggiati. Nei pressi dell'Antartide appare circumpolare, mentre resta sempre invisibile solo in prossimità del circolo polare artico. Essendo di magnitudine 4,1, la si può osservare anche dai piccoli centri urbani senza difficoltà, sebbene un cielo non eccessivamente inquinato sia maggiormente indicato per la sua individuazione.
Il periodo migliore per la sua osservazione nel cielo serale ricade nei mesi compresi fra dicembre e maggio; da entrambi gli emisferi il periodo di visibilità rimane indicativamente lo stesso, grazie alla posizione della stella non lontana dall'equatore celeste.

## Caratteristiche fisiche
La stella è una gigante arancione; con un raggio 36 volte quello del Sole, la sua superficie stellare, alla temperatura di 4000 K, emana 360 più luce del Sole, nonostante sia una stella della massa equiparabile a quella solare.
Avendo una massa simile è presumibile che l'età di Theta Canis Majoris sia notevolmente superiore al quella del Sole, visto che è già entrata nella fase di stella gigante. Il Sole stesso diventerà una stella simile quando avrà terminato l'idrogeno nel suo nucleo ed uscirà dalla sequenza principale, tra qualche miliardo di anni.
Ha una magnitudine assoluta di -0,35 e la sua velocità radiale positiva indica che la stella si sta allontanando dal sistema solare.